# Francesco Miccichè (politico)
Francesco Miccichè, detto Franco (Agrigento, 15 maggio 1958), è un politico e medico italiano, sindaco di Agrigento dal 21 ottobre 2020.

## Biografia
Laureato in medicina e chirurgia all'Università di Pisa, si specializza in ortopedia all'Università di Palermo. Dopo gli studi, viene subito assunto all'ASP 1 di Agrigento, dove è diventato dirigente medico del dipartimento di prevenzione, oltre a diventare anche responsabile del presidio di igiene pubblica di Porto Empedocle.
Eletto al consiglio comunale di Agrigento nel 2015, è stato assessore alla polizia locale e sanità nella giunta di Lillo Firetto fino all'aprile 2017.
Alle elezioni comunali del 2020 è candidato alla carica di sindaco di Agrigento con una coalizione di liste civiche, che comprende anche "Vox Italia", il partito fondato dal filosofo Diego Fusaro. Ottenuto anche il sostegno del centro-destra al ballottaggio del 18 e 19 ottobre, vince con il 60,43% delle preferenze, battendo il sindaco uscente Lillo Firetto, fermo al 39,57%.